# 魯日基
50°4′5″N 28°37′14″E / 50.06806°N 28.62056°E
魯日基（烏克蘭語：Ружки），是烏克蘭北部的村莊，隸屬日托米爾州的日托米爾區。該村面積0.61平方公里，海拔高度231米，2001年人口164，人口密度每平方公里270.18人。